# Norsko na Letních olympijských hrách 1960
Norsko na Letních olympijských hrách 1960 v italském Římě reprezentovalo 40 sportovců, z toho 39 mužů a 1 žena. Nejmladším účastníkem byla Unn Thorvaldsen (17 let, 208 dní), nejstarším pak Øivind Christensen (60 let, 324 dní). Reprezentanti vybojovali 1 zlatou.

## Medailisté
| Medaile | Jméno                      | Sport    | Disciplína    |
| ------- | -------------------------- | -------- | ------------- |
| Zlato   | Peder Lunde Bjørn Bergvall | Jachting | družstvo mužů |